# عادل سفر
عادل سفر (مواليد 1953 ريف دمشق)، سياسي وأكاديمي سوري، شغل منصب رئيس وزراء سورية من 14 نيسان 2011 إلى 23 حزيران 2012. تم حل حكومته من قبل بشار الأسد نتيجة للانتخابات البرلمانية في عام 2012. وكان وزير الزراعة والإصلاح الزراعي من عام 2003 إلى عام 2011.

## النشأة والتعليم
ولد عادل سفر في قرية بيت سابر في ريف دمشق في سوريا، حصل على شهادة في الهندسة الزراعية من جامعة دمشق في عام 1977، زدبلوم من المدرسة الوطنية العليا للزراعة والصناعات الغذائية (ENSAIA) في نانسي في فرنسا في عام 1983، ودرجة الدكتوراه في مجال التقانة الحيوية من ENSAIA في عام 1987.

## الحياة المهنية
ملخص:
- مهندس زراعي في المركز العربي لدراسات المناطق الجافة والأراضي الجافة (أكساد)، 1978-1981
- نائب محاضر في ENSAIA، 1981-1987
- نائب العميد للشؤون الإدارية في كلية الزراعة ، جامعة دمشق، 1992-1997
- عضو اللجنة الدائمة للبحوث الزراعية في جامعة دمشق، 1996-2001
- نائب مقرر لجنة البحوث العلمية الزراعية والطب البيطري بالمجلس الأعلى للعلوم، 1997-2001
- عميد كلية الزراعة في جامعة دمشق، 1997-2000
- عضو اللجنة الاستشارية لإدارة الإنتاج الزراعي في إدارة المشاريع الإنتاجية، 1999-2003
- سكرتير جامعة دمشق فرع حزب البعث العربي الاشتراكي، 2000-2002
- رئيس اللجنة الوطنية للإنسان وبرنامج المحيط الحيوي في سوريا، 2000-2004
- رئيس الشبكة العربية لبرنامج الإنسان والمحيط الحيوي في الوطن العربي، 2001-2004
- مدير عام أكساد، 2002-2003

كما أن عادل عضو في اللجنة الاقتصادية وعضو في المجلس الأعلى للاستثمار. وهو عضو في حزب البعث منذ عام 1990.

## الوزارة
في أيلول 2003 تم تعيين عادل سفر وزيراً للزراعة والإصلاح الزراعي في حكومة محمد ناجي العطري. في 31 آذار 2011 استقال جنبا إلى جنب مع بقية أعضاء مجلس الوزراء بناء على طلب من الرئيس بشار الأسد. بعد الإعلان عن استقالة حكومة ناجي عطري في 29 آذار 2011 تمّ تداول اسم سفر بين الأسماء المرشحة لتولي المنصب إلى جانب تامر حجة، ثم كلّفه بشار الأسد في 3 نيسان 2011 بتشكيل الحكومة، وصدرت مراسيم تشكيلها في 14 نيسان 2011. وقد جاءت استقالة الحكومة وتشكيل الحكومة الجديدة في أعقاب الاحتجاجات التي انطلقت في البلاد يوم 15 آذار 2011.

## الحياة الشخصية
متزوج من فاديا فتوح وله 4 أبناء.

## مواقع خارجية
- رئاسة مجلس الوزراء نسخة محفوظة 29 نوفمبر 2014 على موقع واي باك مشين..
- عادل سفر، الجزيرة نت.

| المناصب السياسية    | المناصب السياسية           | المناصب السياسية    |
| ------------------- | -------------------------- | ------------------- |
| سبقه محمد ناجي عطري | رئيس وزراء سوريا 2011–2012 | تبعه رياض فريد حجاب |